# Habsburg Kunigunda bajor hercegné
Ausztriai Kunigunda (más írásváltozata alapján Kinga, németül: Kunigunde von Österreich; Bécsújhely, Osztrák Főhercegség, 1465. március 16. – München, Bajor Hercegség, 1520. augusztus 6.), a Habsburg-házból származó osztrák főhercegnő, III. Frigyes német-római császár és Portugáliai Eleonóra császárné második leánya, aki IV. Albert herceggel 1487-ben kötött házassága révén bajor–müncheni, majd 1503-tól bajor hercegné hitvese 1508-as haláláig.

## Élete
Kunigunda főhercegnő 1465. március 16-án született a belső-ausztriai Bécsújhelyen. Apja a Habsburg-házból való III. Frigyes német-római császár, II. Ernő osztrák herceg és Mazóviai Cymburgis elsőszülött fia volt. Édesanyja az Avis-házból származó Portugáliai Eleonóra, Eduárd portugál király és Aragóniai Eleonóra királyné leánya volt. Ő volt szülei öt gyermeke közül a negyedik, egyben a második leánygyermek. A felnőttkort egyedül ő és Miksa főherceg (a későbbi német-római császár) élte meg. Gyermekkorát szülővárosa mellett a stájerországi Graz városában töltötte. A korábbi szokássokkal ellentétben nem csak írni, olvasni és hímezni tanult, hanem lovagolni és vadászni, valamint csillagászatot és matematikát is oktattak neki.
1470 körül feleségül kérte őt Hunyadi Mátyás magyar király, ám apja, Frigyes császár elutasította a kérést. Férje végül IV. Albert bajor herceg lett, aki 1487. január 2-i házasságkötésükkor még a Bajor–Müncheni Hercegség uralkodója volt. A házasságkötésre Innsbruckban került sor, ám apja kezdeti támogatását elvesztették, amikor Albert herceg elfoglalta Regensburg városát. Ezért Albert Kunigunda unokatestvérével, Zsigmond osztrák főherceg segítségével egy hamis császári engedély-okiratot készíttetett, így végül el tudta venni feleségül választottját. A házastársak és a birodalmi átokkal fenyegető após-császár között Kunigunda fivére, Miksa főherceg közvetített, sikerrel.
A főhercegnő követte férjét bajor földre, és részt vett annak politikai életében. Élete végéig szoros kapcsolatban állt Miksa testvérével. Első fiúgyermekük, Vilmos herceg 1493-ban született. 1503-ban, az újraegyesítéssel Kunigunda lett az egységes Bajor Hercegség első hercegnéje. Férje 1508-as halálát követően nem sokkal csatlakozott a müncheni pütrichi kolostorhoz, ahol végül 1520. augusztus 6-án hunyt el.

## Házassága és gyermekei
IV. Albert bajor herceggel való kapcsolatából összesen hét gyermeke született:
- Szidónia hercegnő (1488. május 1. – 1505. március 27.), fiatalkorában elhunyt;
- Szibilla hercegnő (1489. június 16. – 1519. április 18.), V. Lajos pfalzi választófejedelem hitvese;
- Szabina hercegnő (1492. április 24. – 1564. április 30.), hozzáment Ulrik württembergi herceghez;
- IV. Vilmos herceg (1493. november 13. – 1550. március 7.), bajor herceg 1508 és 1550 között;
- X. Lajos herceg (1495. szeptember 18. – 1545. április 22.), fivére mellett herceg 1516 és 1546 között;
- Ernő herceg (1500. június 13. – 1560. december 7.), Passau kormányzója, majd Salzburg hercegérseke;
- Zsuzsanna hercegnő (1502. április 2. – 1543. április 23.), először Kázmér brandenburg–bayreuthi őrgróf, majd Ottó Henrik pfalzi választófejedelem felesége.

## Fordítás
- Ez a szócikk részben vagy egészben  a   Kunigunde of Austria című angol Wikipédia-szócikk fordításán alapul.  Az eredeti cikk szerkesztőit annak laptörténete sorolja fel. Ez a jelzés csupán a megfogalmazás eredetét és a szerzői jogokat jelzi, nem szolgál a cikkben szereplő információk forrásmegjelöléseként.